# Ladygino
Ladygino (russisch Ладыгино, deutsch Korschenruh) ist ein kleiner Ort im Stadtkreis Laduschkin in der russischen Oblast Kaliningrad.
Ladygino liegt am Ufer des Frischen Haffs, vier Kilometer nordöstlich von Laduschkin (Ludwigsort) und drei Kilometer südwestlich von Uschakowo (Brandenburg (Frisches Haff)) unweit der Regionalstraße 27A-020 (ex A194, auch Europastraße 28). Die nächste Bahnstation ist Laduschkin an der Bahnstrecke Kaliningrad–Mamonowo.

## Geschichte
Im 19. Jahrhundert war Korschenruh Teil des Guts Ludwigsort. Dessen Besitzer Douglas richtete hier eine Schäferei ein. Ein dort lebender Hofmann Korsch soll Namensgeber des Ortes gewesen sein.
Im Jahre 1896 kaufte der Viehhändler Julius Steputat aus Brandenburg (Frisches Haff) das Gut Korschenruh. 1912 verkaufte er den 110 Hektar großen Besitz, der dann noch öfter wechselte, bis er 1938 von Erich Windzus erworben wurde.
Am 25. Mai 1930 weihte der Ostpreußische Verein für Luftfahrt in Korschenruh einen Flugplatz ein und hielt hier Segelfliegerkurse ab. Am 3./4. August 1933 flog hier der Königsberger Student Kurt Schmidt mit einer selbstgebauten Grunau Baby I mit 36 Stunden und 36 Minuten in der Luft einen Weltrekord. Am 29./30. Juni 1935 brachte es der Flugleiter Siegfried Ruhnke bei einem Segeldauerflug mit Passagier auf die Rekordzeit von 14 Stunden und 57 Minuten.
Bis 1945 gehörte Korschenruh zum Landkreis Heiligenbeil im Regierungsbezirk Königsberg in der preußischen Provinz Ostpreußen. Seit 1945 steht der Ort unter sowjetischer bzw. russischer Verwaltung und erhielt 1950 den Namen Ladygino.
Kirchlich war Korschenruh bis 1945 bei überwiegend evangelischer Bevölkerung in das Kirchspiel Brandenburg (Frisches Haff) (heute russisch: Uschakowo) im Kirchenkreis Heiligenbeil (Mamonowo) in der Kirchenprovinz Ostpreußen der Kirche der Altpreußischen Union eingepfarrt. Letzter deutscher Geistlicher war Pfarrer Fritz Schiweck.
Auch schulisch war Korschenruh bis 1945 nach Brandenburg hin orientiert.

## Lenzenburg
Bei Korschenruh lag die Lenzenburg, eine Wehranlage der Prußen, die der Deutsche Orden zur Burg ausbaute. Nach einem Mordanschlag ließ der Vogt Mirabilis die Lenzenburg mit einigen geladenen Prußen verbrennen.